# Monção
Monção (conocida en español como Monzón) es una villa portuguesa situada en el distrito de Viana do Castelo, región Norte y comunidad intermunicipal de Alto Miño.

## Geografía
Es sede de un municipio de 211,51 km² y 17 818 habitantes (2021), subdividido en 24 freguesias (parroquias). El municipio limita al norte con Galicia, al este con Melgazo, al sur con Arcos de Valdevez, al suroeste con Paredes de Coura y al oeste con Valença.
El punto más alto del relieve de Monção es el Alto de San Antonio, con 1114 metros sobre el nivel del mar, en la freguesia de Riba de Mouro.

### Demografía
| Gráfica de evolución demográfica de Monção entre 1849 y 2021 |
|                                                              |
| Datos según el nomenclátor publicado por el INE portugués.   |

### Freguesias
Las freguesias de Monção son las siguientes:
- Abedim
- Anhões e Luzio
- Barbeita
- Barroças e Taias
- Bela
- Cambeses
- Ceivães e Badim
- Lara
- Longos Vales
- Mazedo e Cortes
- Merufe
- Messegães, Valadares e Sá
- Monção e Troviscoso
- Moreira
- Pias
- Pinheiros
- Podame
- Portela
- Riba de Mouro
- Sago, Lordelo e Parada
- Segude
- Tangil
- Troporiz e Lapela
- Trute

## Historia
Monção recibió un fuero de parte de Alfonso III fechado el 12 de marzo de 1261.
Se tornó célebre en el discurso de las Guerras Fernandinas, debido a la enérgica acción de Deu-la-deu Martins, esposa del alcalde local que atacó a los castellanos que le habían cercado con sus últimos víveres. Es ese el motivo por el cual aún hoy aparece, en el escudo de armas de esta villa, una mujer sobre una torre teniendo un pan en cada mano. A su alrededor se observa, en una bordadura, la divisa de esta villa, haciendo referencia al nombre de aquella heroína: «Deus o deu, Deus o há dado».
En Monção vivió sus últimos años la escritora gallega Amparo Alvajar.